# Woman in the Wings
Woman In The Wings är ett album från 1978 av folk-rocksångerskan Maddy Prior. Det är hennes första album, producerat med Jethro Tull.

## Låtlista
1. Woman in the Wings - 5:21
2. Cold Flame - 3:41
3. Mother and Child - 1:56
4. Gutter Geese - 3:33
5. Rollercoaster - 3:47
6. Deep Water - 2:19
7. Long Shadows - 3:36
8. I Told You So - 2:34
9. Rosettes - 3:32
10. Catseyes - 2:48
11. Baggy Pants - 2:57